# Zofia Szczęśniewska
Zofia Antonina Szcześniewska-Bryszewska (Varsòvia, 31 d'agost de 1943 - Varsòvia, 2 de desembre, 1978) va ser una jugadora de voleibol polonesa que va competir durant la dècada de 1960.
El 1964 va prendre part en els Jocs Olímpics de Tòquio, on guanyà la medalla de bronze en la competició de voleibol. Quatre anys més tard, als Jocs de Ciutat de Mèxic revalidà la medalla de bronze en la competició de voleibol.
En el seu palmarès també destaquen dues medalles de plata al Campionat d'Europa de 1963 i 1967.
Entre 1963 i 1970 jugà 164 partits amb la seva selecció. A nivell de clubs jugà a l'AZS-AWF Warszawa i l'AZS Warszawa. Guanyà la lliga polonesa en quatre ocasions, de 1963 a 1966.